# Nichelle Nichols
Nichelle Nichols (nascuda Grace Dell Nichols; 28 de desembre de 1932 – 30 de juliol de 2022) va ser una actriu, cantant i ballarina estatunidenca. La seva interpretació de Nyota Uhura a Star Trek i les seves seqüeles cinematogràfiques va ser innovadora per a les actrius afroamericanes a la televisió als Estats Units. Del 1977 al 2015, va dedicar el seu temps a promoure els programes de la NASA i a reclutar astronautes diversos, incloent-hi algunes de les primeres dones i minories ètniques astronautes.
Nascuda al suburbi de Robbins (Chicago), es va formar en dansa i va començar la seva carrera com a ballarina, cantant i model a Chicago. Com a actriu, va aparèixer a l'escenari, a la televisió i al cinema.

## Primers anys de vida
Grace Dell "Nichelle" Nichols va néixer com a tercera de sis fills el 28 de desembre de 1932, a Robbins, Illinois, un suburbi de Chicago, filla de Samuel Earl Nichols, un treballador de fàbrica que va ser elegit alcalde de Robbins el 1929 i el seu magistrat en cap, i de la seva esposa, Lishia (Parks) Nichols, mestressa de casa. Com que no li agradava el seu nom, Nichols va demanar-ne un de nou als seus pares; ells li van suggerir Nichelle, que segons ells significava "doncella victoriosa" (de Nike i el sufix -elle). La família es va traslladar més tard a un apartament al barri de Woodlawn de Chicago, on Nichols va assistir a l'Englewood High School, graduant-se el 1951. Des dels 12 anys, va estudiar dansa a la Chicago Ballet Academy.

## Carrera
Nichols va començar la seva carrera professional com a cantant i ballarina a Chicago. Després va fer gires pels Estats Units i el Canadà amb les bandes de Duke Ellington i Lionel Hampton. El 1959, va aparèixer com a ballarina principal a la versió cinematogràfica de Porgy and Bess. El seu primer èxit com a actriu va ser una aparició a Kicks and Co., el musical d'Oscar Brown de 1961, molt promocionat però desafortunat. A la sàtira lleugerament velada de la revista Playboy, va interpretar Hazel Sharpe, una voluptuosa reina del campus que va ser temptada pel diable i la revista Orgy Magazine per convertir-se en la "Donzella de l'Orgia del Mes". Tot i que l'obra va tancar després d'una curta temporada a Chicago, Nichols va atreure l'atenció de Hugh Hefner, l'editor de Playboy, que la va contractar com a cantant per al seu Playboy Club de Chicago. També va aparèixer com a Carmen per a una producció de Chicago Stock Company de Carmen Jones i va actuar en una producció de Nova York de Porgy and Bess. Entre els seus compromisos com a actriu i cantant, va fer de model ocasional.
El gener de 1967, Nichols també va aparèixer a la portada de la revista Ebony, i hi va publicar dos articles destacats en cinc anys. Va continuar fent gires pels Estats Units, Canadà i Europa com a cantant amb Duke Ellington i Lionel Hampton. A la Costa Oest, va aparèixer a The Roar of the Greasepaint i For My People, i va rebre grans elogis per la seva actuació a l'obra de teatre de James Baldwin Blues for Mister Charlie. Abans de ser escollida com a tinent Uhura a Star Trek, Nichols va ser actriu convidada a la primera sèrie del productor de televisió Gene Roddenberry, "The Lieutenant" (1964), a l'episodi "To Set It Right", que tractava sobre els prejudicis racials.

### Star Trek

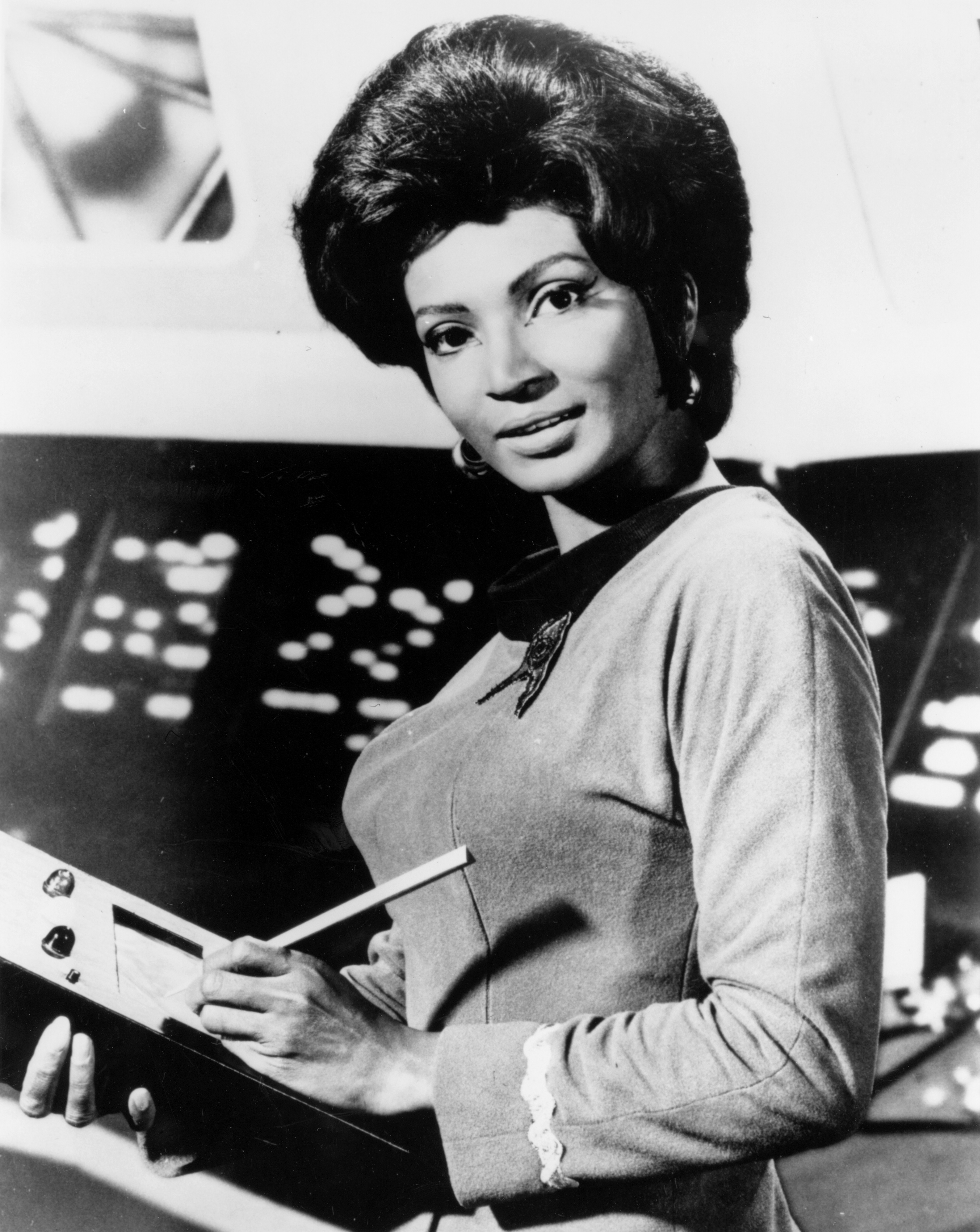
Nichols com a tinent Nyota Uhura a Star Trek, 1967

A Star Trek, Nichols va ser una de les primeres dones negres que van aparèixer en una sèrie de televisió important. El seu destacat paper secundari com a oficial de pont no tenia precedents. Una vegada va estar temptada de deixar la sèrie; tanmateix, una conversa amb Martin Luther King Jr. la va fer canviar d'opinió.

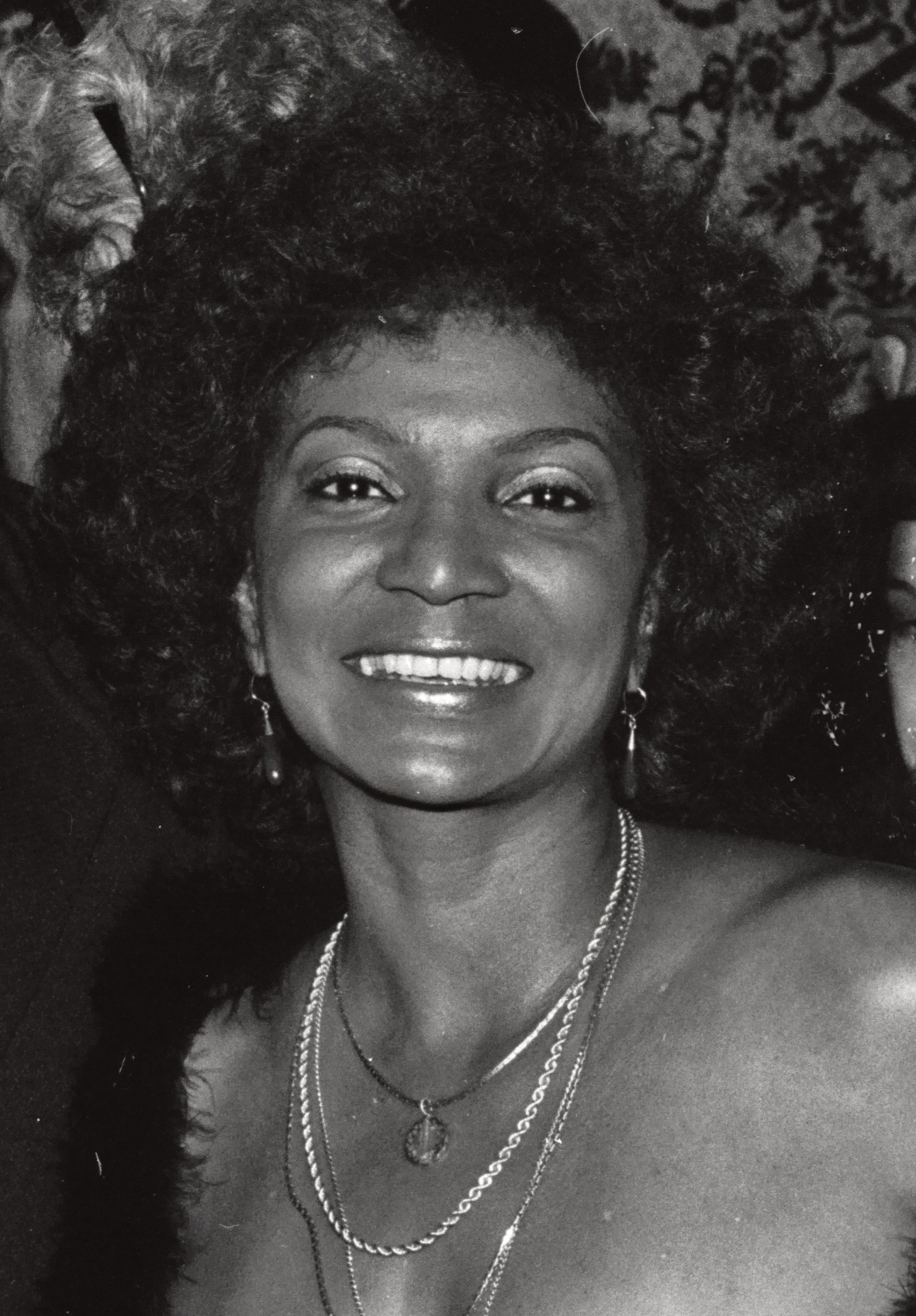
Nichelle Nichols el 1979

Cap al final de la primera temporada, a Nichols li van oferir un paper a Broadway. Preferint l'escenari a l'estudi de televisió, va decidir acceptar el paper. Nichols va anar a l'oficina de Roddenberry, li va dir que tenia previst marxar i li va lliurar la seva carta de dimissió. Incapaç de convèncer-la que es quedés, Roddenberry li va dir que es prengués el cap de setmana lliure, i si encara sentia que havia de marxar, ell li donaria la seva benedicció. Aquell cap de setmana, Nichols va assistir a un banquet organitzat per la NAACP, on li van informar que un fan volia conèixer-la.
| « | Vaig pensar que era un trekkie, així que vaig dir: "Clar". Vaig mirar a l'altra banda de la sala i qui fos el fan va haver d'esperar perquè allà hi havia el Dr. Martin Luther King caminant cap a mi amb un gran somriure a la cara. Es va posar en contacte amb mi i em va dir: «Sí, Sra. Nichols, sóc el seu més gran fan». Va dir que «Star Trek» era l'única sèrie que ell i la seva dona Coretta permetien que els seus tres fills petits es quedessin a veure. [Ella va explicar a King els seus plans de deixar la sèrie perquè volia acceptar un paper vinculat a Broadway]. Mai li vaig arribar a dir per què, perquè va dir: «No pot, no pot... Per primera vegada a la televisió, se'ns veurà com hauríem de ser vistos cada dia: com a persones intel·ligents, de qualitat i boniques que poden cantar, ballar i anar a l'espai... que són professors, advocats... Si marxeu, aquesta porta es pot tancar, perquè el vostre paper no és un paper negre i no és un paper femení; ho pot omplir amb qualsevol, fins i tot amb un extraterrestre." | » |

Anomenant Nichols un "model vital", King va comparar el seu treball a la sèrie amb les marxes del moviment pels drets civils. L'endemà, va tornar a l'oficina de Roddenberry per dir-li que es quedaria. Quan li va explicar a Roddenberry el que King havia dit, se li van saltar les llàgrimes.
L'exastronauta de la NASA Mae Jemison va citar el paper de la tinent Uhura de Nichols com la seva inspiració per convertir-se en astronauta. Whoopi Goldberg també ha parlat de la influència de Nichols, dient que va demanar un paper a Star Trek: La nova generació, i que el seu personatge Guinan va ser creat especialment, mentre que Jemison va aparèixer en un episodi de la sèrie.
En el seu paper de tinent Uhura, Nichols va besar l'actor William Shatner (com el capità James T. Kirk) a l'episodi "Els fillastres de Platí" de Star Trek del 22 de novembre de 1968. S'ha citat com el primer exemple d'un petó interracial a la televisió dels Estats Units, tot i que s'han identificat diversos casos anteriors. El petó entre Shatner i Nichols es va considerar innovador, tot i que es va retratar com si hagués estat forçat per telecinesi extraterrestre. Hi va haver alguns elogis i gairebé cap dissidència. A la seva autobiografia Beyond Uhura, Star Trek and Other Memories, Nichols va citar una carta d'un sudista blanc que va escriure: "Estic totalment en contra de la barreja de races. Tanmateix, cada vegada que un noi americà de sang vermella com el capità Kirk té una bella dama als seus braços que s'assembla a Uhura, no s'hi oposarà". Durant el Comedy Central Roast de Shatner el 20 d'agost de 2006, Nichols es va referir en broma al petó i va dir: "Què en dieu, fem una mica més d'història de la televisió... i beseu-me el cul negre!
Malgrat la cancel·lació de la sèrie el 1969, Star Trek va continuar jugant un paper important en la vida de Nichols. Va posar la veu d'Uhura a Star Trek: La sèrie animada; en un episodi, "The Lorelei Signal", Uhura assumeix el comandament de l'"Enterprise". Nichols va assenyalar a la seva autobiografia la seva frustració perquè això mai va passar a la sèrie original. Va coprotagonitzar sis pel·lícules de "Star Trek", que van culminar amb "Star Trek VI: The Undiscovered Country".

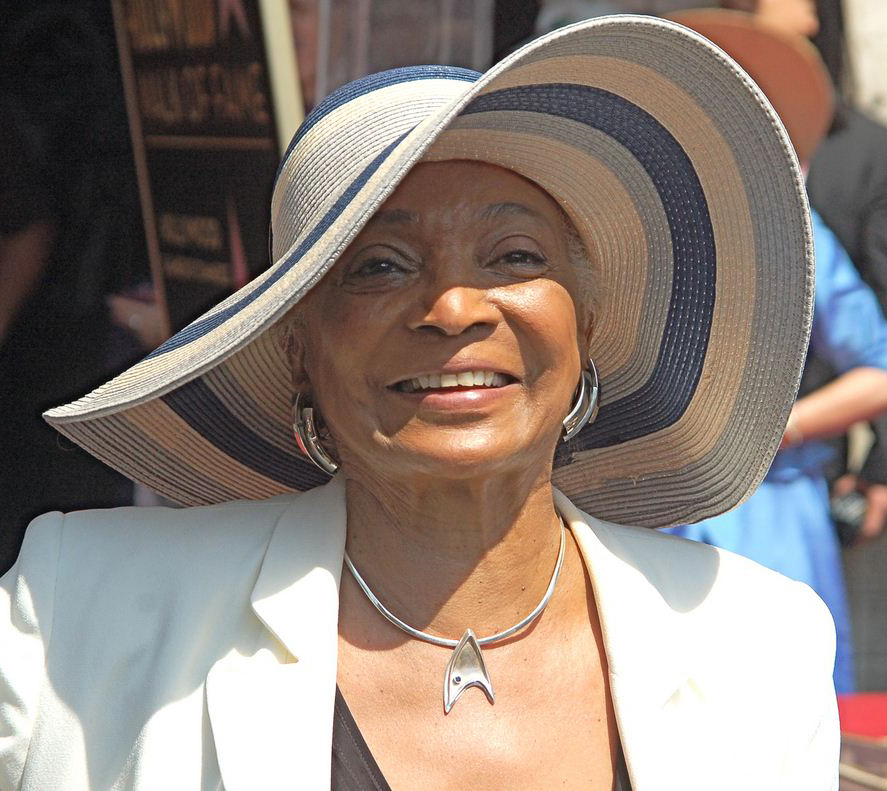
Nichols el 2012

El 1994, Nichols va publicar la seva autobiografia, "Beyond Uhura: Star Trek and Other Memories". En ella, afirmava que el paper de Peggy Fair a la sèrie de televisió Mannix li van oferir durant l'última temporada de Star Trek, però el productor Gene Roddenberry es va negar a rescindir-li el contracte. Entre el final de la sèrie original i la sèrie animada i els llargmetratges de Star Trek, Nichols va aparèixer en petits papers a la televisió i al cinema. Va aparèixer breument com a secretària a Doctor, You've Got to Be Kidding! (1967), i va interpretar la Dorienda, una dama bocamoll a Truck Turner (1974) al costat d'Isaac Hayes, la seva única aparició en una pel·lícula de blaxploitation.
Nichols va aparèixer en forma animada com un dels Vice Presidential Action Rangers d'Al Gore a l'episodi "Anthology of Interest I" de Futurama, i va proporcionar la veu del seu propi cap en un pot de vidre a l'episodi "Where No Fan Has Gone Before". Va fer la veu recurrent de la mare d'Elisa Maza, Diane Maza, a la sèrie d'animació Gargoyles, i va interpretar Thoth-Kopeira en un episodi de Batman: The Animated Series. El 2004, es va posar la veu a l'episodi "Simple Simpson" d' Els Simpson.. A la pel·lícula de comèdia Snow Dogs (2002), va aparèixer com la mare del protagonista masculí, interpretat per Cuba Gooding Jr. El 2006, va interpretar el personatge principal a la pel·lícula Lady Magdalene's, la madame d'un bordell legal de Nevada acusada d'impagament d'impostos. També va ser productora executiva i coreògrafa, i va cantar tres cançons a la pel·lícula, dues de les quals va compondre ella mateixa. Va ser nominada dues vegades al Premi Sarah Siddons teatral de Chicago a la millor actriu, primer per la seva interpretació de Hazel Sharpe a Kicks and Co., i de nou per la seva actuació a The Blacks.
Nichols va tenir un paper recurrent a la segona temporada del drama de la NBC Herois, primer a l'episodi "Kindred", que es va emetre el 8 d'octubre de 2007. Va interpretar Nana Dawson, la matriarca d'una família de Nova Orleans devastada financerament i personalment per l'huracà Katrina, que cuida els seus néts orfes i el seu besnebot, el personatge regular de la sèrie Micah Sanders. El 2008, Nichols va protagonitzar la pel·lícula The Torturer, interpretant el paper d'una psiquiatra. El 2009, es va unir al repartiment de The Cabonauts, una comèdia musical de ciència-ficció que va debutar a DailyMotion. Interpretant CJ, el CEO de Cabonauts Inc, també va aparèixer cantant i ballant. El 30 d'agost de 2016, va ser presentada com la mare anciana de Neil Winters a la telenovel·la de llarga durada The Young and the Restless. Va rebre la seva primera nominació als Daytime Emmy per "Intèrpret convidada destacada en una sèrie dramàtica" pel paper el 22 de març de 2017.

### Música
Nichols va publicar dos àlbums musicals: Down to Earth, una col·lecció d'estàndards publicats el 1967, durant la temporada original de Star Trek; i Out of This World, publicat el 1991, un àlbum més orientat al rock amb la temàtica de Star Trek i l'exploració espacial.
Com a Uhura, Nichols va cantar als episodis de Star Trek "Charlie X", “El fill fals” i "La consciència del rei".

## Treball amb la NASA

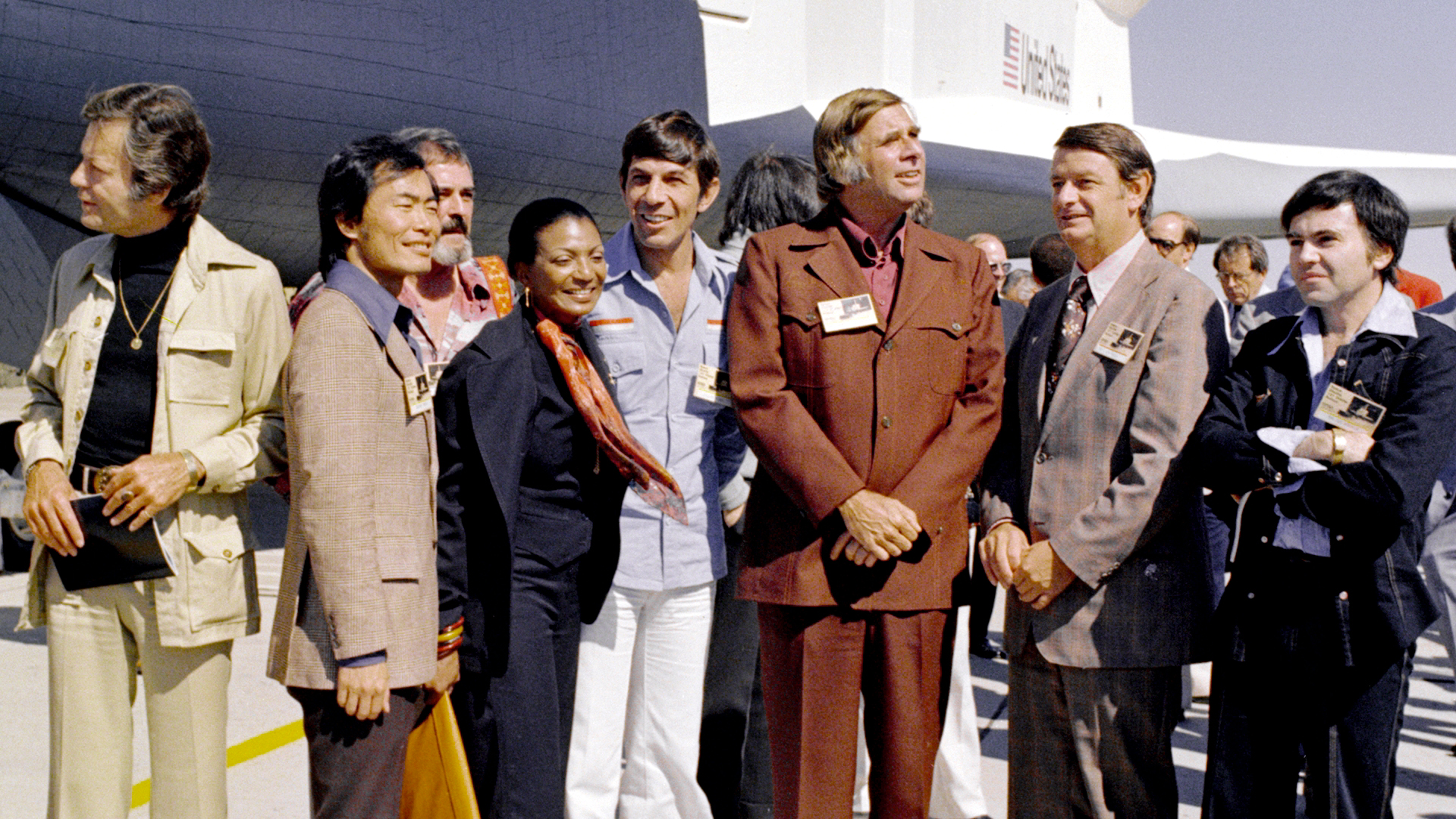
Nichols ((quart per l'esquerra) amb la major part del repartiment de Star Trek visitant el Transbordador espacial Enterprise a la planta Rockwell International a Palmdale (Califòrnia), EUA, 1976

Després de la cancel·lació de Star Trek, Nichols va dedicar el seu temps a un projecte especial amb la NASA per reclutar personal femení i de minories per a l'agència espacial. Va començar aquesta feina fent una afiliació entre la NASA i una empresa que va ajudar a dirigir, Women in Motion.
El programa va ser un èxit. Entre els reclutats hi havia la Dra. Sally Ride, la primera astronauta estatunidencaa, i el coronel Força Aèria dels Estats Units Guion Bluford, el primer afroamericà a anar a l'espai, així com la Dra. Judith Resnik i el Dr. Ronald McNair, que van volar amb èxit missions durant el programa del transbordador espacial abans de morir en el desastre del transbordador espacial "Challenger" el 28 de gener de 1986. Els reclutes també incloïen Charles Bolden, l'exadministrador de la NASA i veterà de quatre missions del transbordador, Frederick D. Gregory, exadministrador adjunt i veterà de tres missions del transbordador i Lori Garver, exadministradora adjunta. Entusiasta defensora de l'exploració espacial, Nichols va formar part des de mitjans dels anys vuitanta de la Junta de Governadors del National Space Institute (avui dia la National Space Society), una organització educativa sense ànim de lucre de defensa espacial.
A finals del 2015, Nichols va volar a bord del Boeing 747SP de l'Observatori Estratosfèric d'Astronomia Infraroja (SOFIA) de la NASA, que va analitzar les atmosferes de Mart i Saturn en una missió de vuit hores a gran altitud. També va ser convidada especial al Jet Propulsion Laboratory de Pasadena (Califòrnia), el 17 de juliol de 1976, per veure l'aterratge suau del Viking 1 a Mart. Juntament amb els altres membres del repartiment de la sèrie original de Star Trek, va assistir al bateig del primer transbordador espacial, lEnterprise, a les instal·lacions de muntatge de North American Rockwell a Palmdale, Califòrnia. El 14 de juliol de 2010, va visitar el simulador del transbordador espacial i el Control de Missió al Centre Espacial Johnson.
El treball de Nicholls amb la NASA rep un enfocament significatiu al documental "Woman in Motion" sobre la seva vida.

## Vida personal

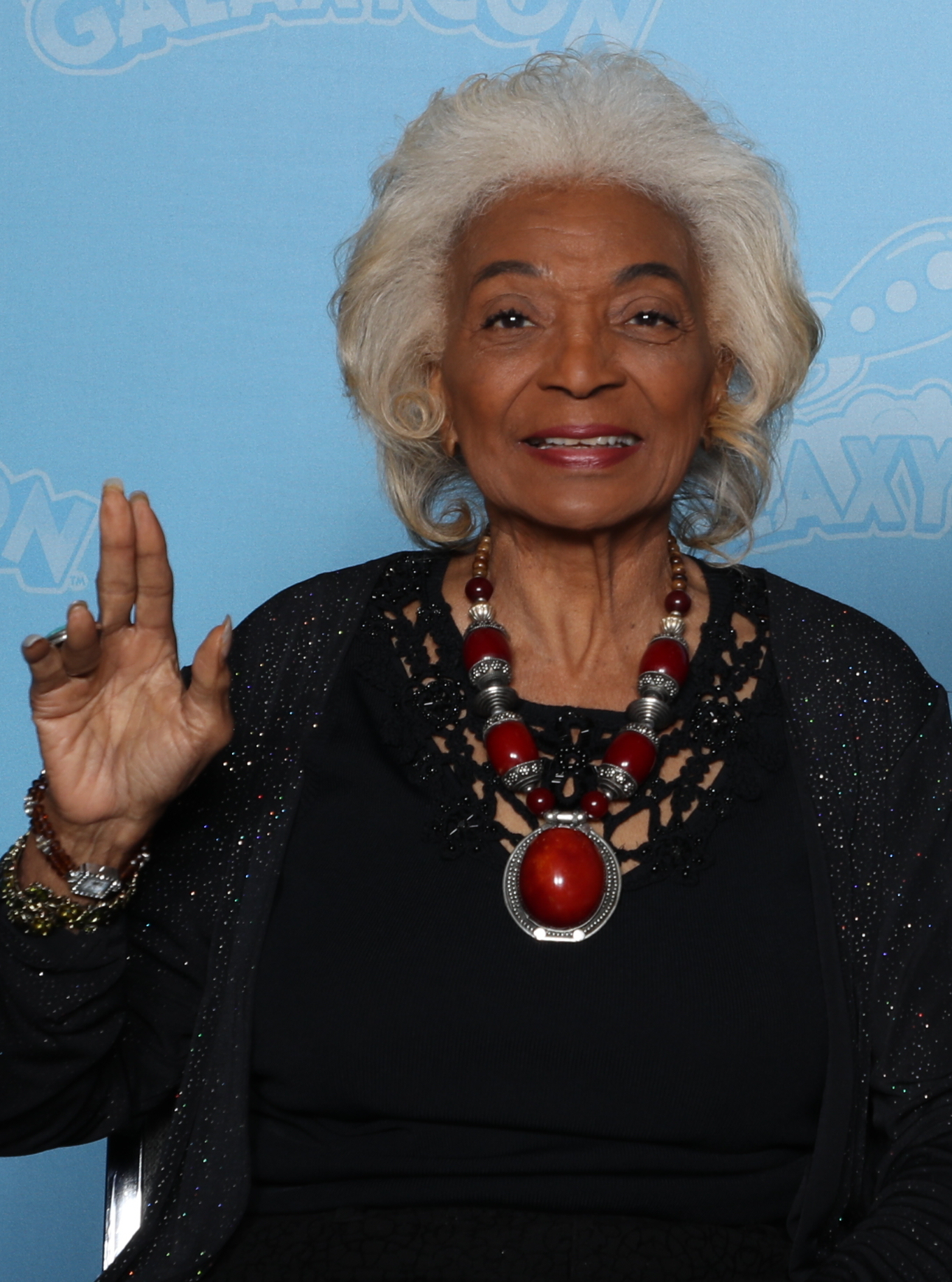
Nichols el 2019

A la seva autobiografia, Nichols va escriure que ella va estar involucrat romànticament amb el creador de "Star Trek", Gene Roddenberry, durant uns anys a la dècada del 1960. Va dir que l'afer va acabar molt abans que comencés Star Trek, quan es va adonar que Roddenberry també estava involucrat amb Majel Hudec (coneguda com a Majel Barrett). Hudec es va casar amb Gene Roddenberry i va tenir un paper secundari regular com a infermera Christine Chapel a Star Trek.
Quan la salut de Roddenberry s'estava deteriorant, Nichols va coescriure una cançó per a ell, "Gene", que va cantar al seu servei commemoratiu.
També va escriure que va tenir "una relació curta, tempestuosa i emocionant" amb Sammy Davis Jr. el 1959.
Nichols es va casar dues vegades, primer el 1951 amb el ballarí Foster Johnson (1917–1981) amb qui es va divorciar el mateix any i va tenir un fill, Kyle Johnson, que va néixer el 14 d'agost de 1951. Es va casar amb Duke Mondy el 1968; es van divorciar el 1972.
El germà petit de Nichols, Thomas, era membre de la secta Heaven's Gate. Va morir el 26 de març de 1997, en el suïcidi massiu de la secta que va coincidir intencionadament amb el pas del Cometa Hale-Bopp. Membre durant 20 anys, sovint s'identificava com el germà de Nichelle en materials promocionals publicats per la secta.
El 29 de febrer de 2012, Nichols es va reunir amb el president Barack Obama al Despatx Oval. Més tard, ella tuitejava: "... [El president] Obama va dir que estava enamorat de mi quan era més jove... Li vaig preguntar sobre això i ell ho va confirmar amb orgull! El president Obama també em va confirmar que definitivament era un trekkie! Que meravellós és això?!" Ella era demòcrata i practicant presbiteriana.

## Salut i mort
El juny de 2015, Nichols va patir un ictus lleu a casa seva de Los Angeles i va ser ingressada en un hospital de la zona de Los Angeles. Una ressonància magnètica va confirmar que s'havia produït un petit ictus i va començar teràpia hospitalària. A principis del 2018, li van diagnosticar demència, i posteriorment va anunciar la seva retirada de les aparicions a convencions.
Després d'una disputa legal sobre les accions del seu gerent convertit en cuidador Gilbert Bell, el seu fill Kyle Johnson va sol·licitar la tutela el 2018. Abans que un tribunal acceptés la seva petició el gener de 2019, l'amiga de Nichols, Angelique Fawcette, que ja havia expressat la seva preocupació el 2017 pel control d'accés de Bell a ella, va pressionar pels drets de visita, fins i tot oposant-se a la petició de Johnson. Aquesta disputa, i un cas judicial del 2019 presentat per Bell per haver estat desallotjat de la casa d'hostes a la propietat de Nichols, estaven en curs a l'agost del 2021.
Nichols va morir d'insuficiència cardíaca a Silver City (Nou Mèxic), el 30 de juliol de 2022, als 89 anys, i les seves cendres van ser llançades a l'espai profund juntament amb les de Majel Barrett i Douglas Trumbull.

## Reconeixement
El 1982, Robert A. Heinlein li va dedicar la seva novel·la Friday. L'asteroide 68410 Nichols va rebre el nom en honor seu.
El 1992, va rebre una estrella al Passeig de la Fama de Hollywood per la seva contribució a la televisió. El 1999, Nichols va rebre una Goldene Kamera per Kultstar des Jahrhunderts (Estrella de culte del segle). l 2010, Nichols va rebre un títol honorífic del Los Angeles Mission College. Nichols va rebre The Life Career Award, de l'Academy of Science Fiction, Fantasy and Horror Films, el 2016, sent la primera dona a rebre'l. El premi es va lliurar com a part de la cerimònia dels 42ns Premis Saturn. Nichols també va rebre el Premi Inkpot el 2018.
Nichols va ser membre honorària de la germandat Alpha Kappa Alpha.
Udea nicholsae, una espècie de piraloïdeus, va rebre el nom en honor seu.
La segona temporada de Star Trek: Strange New Worlds va començar amb una dedicatòria prèvia als crèdits, fent referència a una de les seves línies recurrents de la sèrie original: "Per a Nichelle, que va ser la primera a creuar la porta i ens va mostrar les estrelles. Freqüències de salutació per sempre obertes..."

## Filmografia

### Pel·lícules
| Any  | Títol                                         | Paper                   | Notes                 |
| ---- | --------------------------------------------- | ----------------------- | --------------------- |
| 1959 | Porgy and Bess                                | Ballarina               | Sense acreditar       |
| 1966 | Tarzan's Deadly Silence                       | Ruana                   |                       |
| 1966 | Made in Paris                                 | Client del saló         | Extra sense acreditar |
| 1966 | Mister Buddwing                               | Dice Player             |                       |
| 1967 | Doctor, You've Got to Be Kidding!             | Jenny Ribbock           |                       |
| 1974 | Truck Turner                                  | Dorinda                 |                       |
| 1979 | Star Trek: La pel·lícula                      | Nyota Uhura             |                       |
| 1982 | Star Trek 2: La còlera del Khan               | Nyota Uhura             |                       |
| 1984 | Star Trek 3: A la recerca de Spock            | Nyota Uhura             |                       |
| 1986 | The Supernaturals                             | Sgt. Leona Hawkins      |                       |
| 1986 | Star Trek 4: Missió salvar la Terra           | Nyota Uhura             |                       |
| 1989 | Star Trek: L'última frontera                  | Nyota Uhura             |                       |
| 1991 | Star Trek: The Undiscovered Country           | Nyota Uhura             |                       |
| 1995 | The Adventures of Captain Zoom in Outer Space | Sagan                   |                       |
| 2002 | Snow Dogs                                     | Amelia Brooks           |                       |
| 2004 | Surge of Power: The Stuff of Heroes           | Omen                    |                       |
| 2005 | Are We There Yet?                             | Miss Mable              |                       |
| 2008 | Lady Magdalene's                              | Lady Magdalene / Maggie |                       |
| 2008 | Tru Loved                                     | Àvia                    |                       |
| 2008 | The Torturer                                  | Doc                     |                       |
| 2012 | This Bitter Earth                             | Clara Watkins           |                       |
| 2018 | The White Orchid                              | Teresa                  |                       |
| 2018 | American Nightmares                           | Dona mística            |                       |
| 2020 | Unbelievable!!!!!                             | Sensei / Tia Petunia    |                       |
| 2020 | Star Trek: First Frontier                     | Nyota Uhura             | Fan film              |

### Televisió
| Any       | Títol                                 | Paper                           | Notes                                                                   |
| --------- | ------------------------------------- | ------------------------------- | ----------------------------------------------------------------------- |
| 1964      | The Lieutenant                        | Norma Bartlett                  | Episodi: "To Set It Right"                                              |
| 1966      | Peyton Place                          | Infermera                       | 2 episodis                                                              |
| 1966      | Tarzan                                | Ruana                           | 2 episodis                                                              |
| 1966–1969 | Star Trek                             | Nyota Uhura                     | Main role                                                               |
| 1970      | Insight                               | Ellie                           | Episodi: "Old King Cole"                                                |
| 1973–1974 | Star Trek (sèrie animada)             | Nyota Uhura / Additional voices | Paper principal                                                         |
| 1984      | Antony and Cleopatra                  | Charmian                        | Telefilm                                                                |
| 1988      | Head of the Class                     | Nichelle Nichols                | Episodi: "For Better, for Worse"                                        |
| 1993      | ABC Weekend Special                   | SS Stella                       | Episodi: "Commander Toad in Space"                                      |
| 1994      | Batman: The Animated Series           | Thoth Khepera (veu)             | Episodi: "Avatar"                                                       |
| 1994–1996 | Gargoyles                             | Diane Maza (veu)                | 4 episodis                                                              |
| 1996      | Star Trek: Deep Space Nine            | Nyota Uhura                     | Episodi: "Trials and Tribble-ations"; imarge d'arxiu                    |
| 1997      | Spider-Man                            | Miriam (veu)                    | 2 episodis                                                              |
| 2000–2002 | Futurama                              | Ella mateixa (veu)              | 2 episodis ("Anthology of Interest I" i "Where No Fan Has Gone Before") |
| 2000      | G vs E                                | Henry's Mother                  | Episodi: "Henry's Mother"                                               |
| 2000      | Buzz Lightyear of Star Command        | Chief (veu)                     | Episodi: "The Yukari Imprint"                                           |
| 2004      | Els Simpson                           | Ella mateixa (veu)              | Episodi: "Simple Simpson"                                               |
| 2007      | Herois                                | Nana Dawson                     | Paper recurrent                                                         |
| 2007      | Star Trek: Of Gods and Men            | Nyota Uhura                     | Fan production                                                          |
| 2009      | The Cabonauts                         | CJ                              | Episodi: "Pilot"                                                        |
| 2010      | Scooby-Doo! Curse of the Lake Monster | Senador                         | Telefilm                                                                |
| 2016      | The Young and the Restless            | Lucinda Winters                 | 4 episodis                                                              |
| 2017      | Star Trek: Renegades                  | Almirall Grace Jemison          | Episodi: "The Requiem"; fan production                                  |
| 2017      | Downward Dog                          | Deejay DeVine                   | Episodi: "Old"                                                          |
| 2017      | Sharknado 5: Global Swarming          | Sec. General Starr              | Telefilm                                                                |
| 2020      | Space Command                         | Octavia Butler                  | Episodi: "Ripple Effect"                                                |
| 2021      | 12 to Midnight                        | Devorah                         | Episodi: "What Is and What Never Should Be"                             |
| 2022      | Star Trek: Prodigy                    | Nyota Uhura (veu)               | Episodi: "Kobayashi"; arxiu d'àudio                                     |

### Videojocs i parcs temàtics
| Any       | Títol                       | Paper              | Notes                                                            |
| --------- | --------------------------- | ------------------ | ---------------------------------------------------------------- |
| 1994      | Star Trek: 25th Anniversary | Nyota Uhura (veue) | Videojocs (versió CD-ROM)                                        |
| 1995      | Star Trek: Judgment Rites   | Nyota Uhura (veue) | Videojocs (versió CD-ROM)                                        |
| 1996–1998 | Star Trek Adventure         | Nyota Uhura        | Funció del parc d'atraccions; va aparèixer en diverses revisions |

## Llibres
| Títol           | Editorial           | Data            | ISBN           | Notes                       |
| --------------- | ------------------- | --------------- | -------------- | --------------------------- |
| Beyond Uhura    | G. P. Putnam's Sons | 19 octubre 1994 | 0-399-13993-1  |                             |
| Saturn's Child  | Penguin             | 17 octubre 1995 | 0-399-14113-8  | amb Margaret Wander Bonanno |
| Saturna's Quest | Planet X Books      | 2002            | 978-0971915404 | amb Jim Meechan             |

## Discografia
- Down to Earth (Epic Records, 1967)
- Uhura Sings (aR-Way Productions, 1986)
- Out of this World (GNP Crescendo, 1991)